# Hugging Face
Hugging Face是一家美国公司，专门开发用于构建机器学习应用的工具。该公司的代表产品是其为自然语言处理应用构建的transformers库，以及允许用户共享机器学习模型和数据集的平台。

## 历史
Hugging Face成立于2016年，由法国企业家克莱门特·德朗格（法語：Clément Delangue）、朱利安·肖蒙（Julien Chaumond）和托马斯·沃尔夫（Thomas Wolf）创立，最初是一家开发面向青少年的聊天機器人应用程序的公司 。在开源聊天机器人背后的模型后，该公司转变方向，专注于成为一个机器学习平台。
2021年3月，Hugging Face在B轮融资中筹集了4000万美元。
2021年4月28日，Hugging Face与其他几个研究团队合作，推出了BigScience研究工作坊（BigScience Research Workshop），发布了一个开放的大型语言模型。2022年，该工作坊以1760亿参数的多语言大型语言模型BLOOM的发布而结束。
2021年12月21日，该公司宣布收购Gradio，这是一个用于制作机器学习模型交互式浏览器演示的软件库。
2022年5月5日，该公司宣布由Coatue和Sequoia领投的C轮融资。公司估值达到20亿美元。
2022年5月13日，该公司推出了学生大使计划，旨在到2023年时实现向500万人教授机器学习。
2022年5月26日，该公司宣布与Graphcore合作，为Graphcore IPU优化其Transformers库。
2022年8月3日，该公司宣布推出Private Hub，这是其公共Hugging Face Hub的企业版本，支持SaaS或本地部署。
2023年2月，该公司宣布与亚马逊云计算服务（AWS）合作，使Hugging Face的产品可供AWS客户使用，作为构建其自定义应用程序的基础。该公司还表示，下一代BLOOM将在AWS创建的专有机器学习芯片Trainium上运行。

## 服务与技术

### Transformers模型库
Transformers模型库（Transformers Library）是一个Python软件包，其中包含了用于文本、图像和音频任务的Transformer模型的开源实现。它与PyTorch、TensorFlow和JAX深度学习库兼容，并包括了BERT和GPT-2等知名模型的实现。该库最初名为“pytorch-pretrained-bert”，后来更名为“pytorch-transformers”，最终改名为“transformers”。

### Hugging Face Hub
Hugging Face Hub是一个集中式Web服务平台，用于托管以下内容：
- 基于Git的代码仓库，具有类似于GitHub的功能，包括项目的讨论（discussions）和拉取请求（pull requests）。
- 模型（models），同样具有基于Git版本控制的；
- 数据集（datasets），主要涵盖文本、图像和音频；
- Web应用程序（spaces和widgets），用于机器学习应用的小规模演示。

### Gradio
Gradio 是一个开源Python包，可让使用者快速为机器学习模型、API 或任何任意Python函数构建演示或Web应用程序。然后可使用Gradio的内置共享功能，在短短几秒钟内共享演示或Web应用程序的链接。  使用Gradio，可以构建交互式用户界面，而无需编写任何HTML、CSS或JavaScript代码。Gradio与各种机器学习框架兼容，如TensorFlow、PyTorch和scikit-learn。还可以使用Gradio以交互方式调试模型、从用户获取反馈，并通过自动生成的可共享链接轻松部署模型。

### 其他库
除了Transformers库和Hugging Face Hub之外，Hugging Face生态系统还包括用于其他任务的库，例如数据集处理（Datasets），模型评估（Evaluate），模拟（Simulate），以及机器学习演示（Gradio）。